# Павильон (Скрантон, Пенсильвания)
Павильон (англ. The Pavilion; первоначальное название ― Центр исполнительских искусств Монтаж-Маунтин, Montage Mountain Performing Arts Center) ― амфитеатр, расположенный на горнолыжном курорте Монтаж-Маунтин возле города Скрантон, штат Пенсильвания, США. В 1992 году на его месте была возведена временная площадка для творческих выступлений, известная как Амфитеатр Монтаж-Маунтин (Montage Mountain Amphitheater). Однако из-за своей растущей популярности в 2000 году здесь была построена новая, постоянная площадка, которая стоит и по сей день. 

## История
В 1990 году на горнолыжном курорте Монтаж-Маунтин начали регулярно проводиться музыкальные фестивали. Временная сцена с открытой посадкой на газоне была открыта 3 июля 1992 года: в тот день здесь состоялся концерт Чабби Чекера. Вскоре площадка обрела большую популярность. В 1994 году администрация курорта подписала контракт с Metropolitan Entertainment на дальнейшее расширение концертной деятельности. Временная сцена осталась, однако в дополнение к газону были добавлены зрительские кресла. Площадка с тех пор могла вмещать до 16 000 людей (против 5 000 до этого), и само её название тоже изменилось на Центр исполнительских искусств Монтаж-Маунтин.
Начиная с июля 1994 года павильон каждый год используется в качестве площадки для летних концертов. Успех сезона 1999 года побудил владельцев построить капитальную площадку. Её проект был оценен в 6 миллионов долларов, строительство началось в ноябре 1999 года. Сейчас площадка занимает 70 акров от площади горнолыжного курорта. Строительство было завершено в июне 2000 года, как раз к новой серии концертов Coors Light Silver Bullet. Торжественное открытие состоялось 24 июня 2000 года, тогда же выступил Гарри Конник-младший. На следующий день состоялся концерт Бритни Спирс.
В 2002 году павильон перешёл в собственность Clear Channel Communications. Вместе с новым руководством появился первый спонсор предприятия ― Ford Motor Company. Позднее спонсором стала Toyota Motor Corporation. В 2007 году на День святого Валентина, во время снежной бури обрушилась крыша строения. В связи с необходимостью восстановления крыши владельцы также заменили сидения и обновили освещение, звуковое и видеооборудование. Ремонтные работы были завершены к летнему сезону 2007 года. В 2013 году спонсорский контракт с Toyota истёк и  автомобильная компания решила не продлевать контракт. С 1 января 2014 года площадка стала официально называться «Павильон на Монтаж-Маунтин».